# Jean Perdriau
Jean Perdriau (Beaulieu-sur-Layon, 3 dicembre 1746 – Chemillé, 11 aprile 1793) è stato un militare francese dell'armata vandeana, che si oppose alla Rivoluzione francese e che combatté le Guerre di Vandea.

## Biografia
Jean Perdriau nacque il 3 dicembre 1746 a Beaulieu-sur-Layon, figlio di Jacques Perdriau e Renée Marcais. Ha servito come caporale in un reggimento di fanteria di linea dell'esercito reale francese. Dopo il servizio militare, l'11 gennaio 1782 sposò Anne Marie Mousseau a La Poitevinière, dove lavorava come cameriere.
È uno dei primi comandanti delle Guerre di Vandea, insieme al suo amico Jacques Cathelineau. Il 13 marzo 1793, Jean Perdriau prese il comando come capitano della truppa della parrocchia che lasciò La Poitevinière per attaccare Jallais. Fu ucciso all'inizio delle guerre di Vandea, durante la seconda battaglia di Chemillé, l'11 aprile 1793.